# 김채원 (배구 선수)
김채원(1997년 9월 16일 ~ )은 대한민국의 배구 선수로 포지션은 리베로이다. 전 GS칼텍스 서울 KIXX 소속으로 뛰고 있다.

## 선수 경력
목포여자상업고등학교 출신으로 2015년 GS칼텍스에 입단한다.